# القوات الجوية السودانية

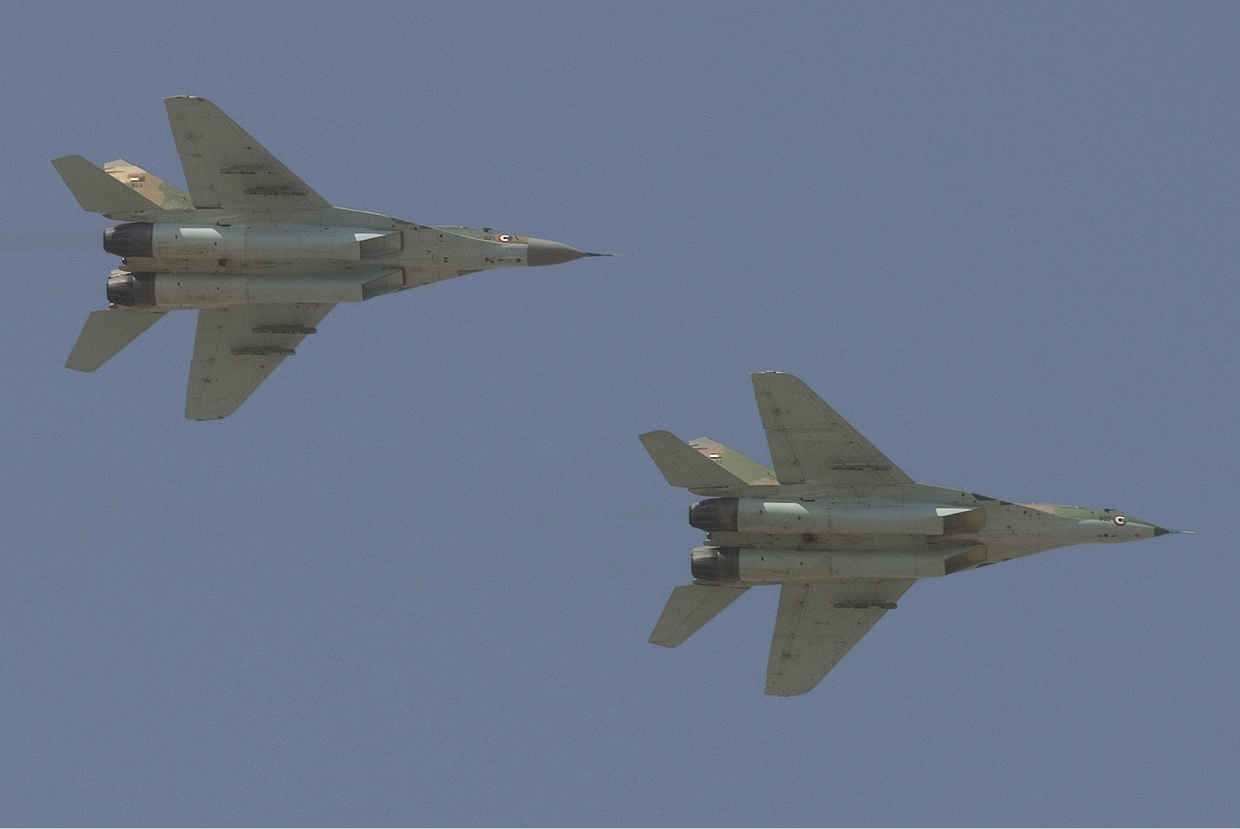
مقاتلتان سودانيتان من نوع ميغ 29

القوّات الجوّيّة السودانيّة (بالإنجليزية: Sudanese Air Force، واختصاراً: SAF) هي سلاح الجو لجمهورية السودان ويمثل جزء من القوات المسلحة السودانية.

## التاريخ
تأسس سلاح الجو السوداني مباشرة بعد استقلال السودان عن بريطانيا في عام 1956. وساعد البريطانيون في تأسيس القوة الجوية بتوفير المعدات والتدريب. تم تسليم أربعة طائرات نفاثة من طراز باك جت بروفوست للتدريب في عام 1957. في العام التالي، حصل جناح النقل في سلاح الجو السوداني على طائرة النقل الأولى له من طراز Hunting President ‏. في عام 1960 تلقى سلاح الجو السوداني ست طائرات إضافية من سلاح الجو الملكي. أيضا في عام 1960، تمت زيادة قدرة جناح النقل عن طريق إضافة طائرتي Hunting President ‏. حصل سلاح الجو على طائراته المقاتلة الأولى عندما تم تسليم 12 طائرة باك جت بروفوست ذات قدرة الدعم الجوي الوثيق في 1962. في الستينيات بدأ الاتحاد السوفيتي والصين بتزويد القوات الجوية السودانية بالطائرات.

## حصر القوات
تشغل القوات الجوية خليط من طائرات النقل والطائرات المقاتلة والطائرات المروحية مصدرها عدة أماكن بما فيها الاتحاد الأوروبي وروسيا والولايات المتحدة. ومع ذلك، ليست كل الطائرات في حالة التشغيل الكامل وتوافر قطع الغيار محدود. في عام 1991 كانت القواعد الجوية الرئيسية في العاصمة الخرطوم ووادي سيدنا بالقرب من أم درمان.
قام السودان بعقد صفقة ناحجة لشراء دفعتين من طائرات ميكويان ميج-29 الروسية، كل دفعة تتكون من 12 طائرة وهناك 23 طائرة من طراز ميج-29 في الخدمة الفعلية حتى أواخر عام 2008. ومع ذلك، إدعت حركة العدل والمساواة أنها قد أسقطت طائرة من طراز ميج 29 بنيران المدافع الرشاشة ذات العيار الكبير في 10 مايو 2008، مما أسفر عن مصرع قائد الطائرة، وهو طيار مقاتلات متقاعد من القوات الجوية الروسية، ونفت الحكومة السودانية هذا الإدعاء.
يخطط السودان حالياً لتحديث أسطوله ويخطط لجلب ما بين 10 إلى 20 طائرة من طراز جيه إف-17 ثاندر المقاتلة متعددة المهام من الصين، التي يتم التفاوض بشأنها مع القوات الجوية الباكستانية.[بحاجة لمصدر]
حصر القوات الجوية السودانية يتكون حالياً من أكثر من 200 طائرة.
| الطائرة                                | المصدر                      | النوع                                  | الطراز                 | عدد الطائرات في الخدمة                                        | ملاحظات |
| -------------------------------------- | --------------------------- | -------------------------------------- | ---------------------- | ------------------------------------------------------------- | --- |
| ميج-29                                 | روسيا                       | مقاتلة                                 | ميج-29                 | 10                                                            | في الخدمة |
| تشنغدو جيه-7                           | الصين                       | مقاتلة                                 | F-7M                   | 24                                                            | عدد الطائرات التي في الخدمة غير مؤكد. |
| هونغدو جيه إل-8                        | الصين/ باكستان              | تدريب/هجومية خفيفة                     |                        | 12                                                            | في الخدمة |
| Guizhou JL-9                           | الصين                       | تدريب متقدم / هجوم خفيف /حرب إلكترونية | FTC2000G               | 6 قابلة للزيادة                                               | في الخدمة |
| نانتشانغ كيو-5                         | الصين                       | هجوم على الأهداف الأرضية               | A-5                    | 15-20                                                         | تم تسليمها إلى السودان من الصين عام 2003، على الرغم من المزاعم إنها ممولة من قبل إيران. شوهدت في منطقة جنوب دارفور في مطار نيالا.                                                                   |
| سو-27                                  | بيلاروس                     | مقاتلة                                 |                        | 18                                                            | |
| أنتونوف أن-12                          | الصين                       | شحن / متعددة المهام                    |                        | 2                                                             | |
| أنتونوف أن-24                          | الاتحاد السوفيتي / أوكرانيا | شحن                                    | An-24RV                | 5                                                             | |
| أنتونوف أن-26                          | الاتحاد السوفيتي            | شحن                                    | An-26                  | 1                                                             | عدلها سلاح الجو السوداني لتستخدم كقاذفة قنابل. |
| كاسا سي-212 أفيوكار                    | إسبانيا                     | شحن                                    | CASA C.212-200 Aviocar | 2                                                             | |
| دي هافلاند كندا دي إتش سي - 5          | كندا                        | شحن                                    | DHC-5D                 | 3                                                             | |
| دي هافيلاند كندا دي إتش سي 6 توين أوتر | كندا                        | مراقبة                                 | DHC-6 Twin Otter 300   | 1                                                             | |
| إليوشن إل-62                           | الاتحاد السوفيتي            | شحن                                    | Ilyushin IL-62M        | 1                                                             | الرحلات عالية الأهمية فقط |
| إليوشن إل-76                           | روسيا                       | نقل                                    | IL-76MD                | 2                                                             | في الخدمة |
| فوكر إف27 فريند شيب                    | هولندا                      | شحن                                    | F.27 Mk 100            | 1                                                             | الرحلات عالية الأهمية فقط |
| داسو فالكون 20                         | فرنسا                       | شحن                                    | Dassault Falcon 20F    | 1                                                             | الرحلات عالية الأهمية فقط |
| داسو فالكون 50                         | فرنسا                       | شحن                                    | Dassault Falcon 50     | 1                                                             | الرحلات عالية الأهمية فقط |
| سي-130                                 | الولايات المتحدة            | شحن                                    | C-130H                 | 9                                                             | عدد الطائرات التي في الخدمة غير مؤكد. |
| أي إيه آر 330                          | رومانيا                     | شحن/بحث وإنقاذ                         | ICA IAR-330L PUMA      | 24                                                            | عدد الطائرات التي في الخدمة غير مؤكد. |
| Shenyang F-5                           | الصين                       | مقاتلة                                 | F-5/FT-5               | 19                                                            | عدد الطائرات التي في الخدمة غير مؤكد. |
| بيل 212                                | الولايات المتحدة            | شحن                                    | AB212                  | 10                                                            | عدد الطائرات التي في الخدمة غير مؤكد. |
| بي أو 105                              | ألمانيا                     | شحن/ هجومية/بحث وإنقاذ                 | Bo 105CB               | 20                                                            | عدد الطائرات التي في الخدمة غير مؤكد. |
| ميل مي-8                               | الاتحاد السوفيتي            | شحن                                    | Mi-8T                  | 6 (بالإضافة إلى عدد غير معروف من الطراز ميل مي-71. المؤكدة 3) | عدد الطائرات التي في الخدمة غير مؤكد. |
| ميل مي-24                              | الاتحاد السوفيتي            | مروحية حربية                           | Mi-24V/Mi-24P          | 60+                                                           | |
| سو-25                                  | الاتحاد السوفيتي            | هجوم على الأهداف الأرضية               | Su-25                  | 15                                                            | تم تسليمها إلى السودان في عام 2008 بواسطة بيلاروسيا |
| ميج-23                                 | الاتحاد السوفيتي            | مقاتلة-قاذفة قنابل                     | MiG-23BN               | 24                                                            | تمت صيانتها محليا في مجمع صافات |
| إف-5                                   | الولايات المتحدة            | مقاتلة نفاثة                           | F-5E                   | 15 على الأقل                                                  | في الخدمة.تم شراء 10 طائرات من طراز إف-5 إي إس وطائرتين من طراز إف-5 إف في عام 1978، تم بيع واحدة إلى الأردن. انشقت طائرتين إضافيتين من طراز إف-5 إس إلى السودان من إثيوبيا خلال فترة أزمة أوغادين. |